# Falagián
Falagián és un caseriu de l'Uruguai, ubicat al sud del departament de Lavalleja. Forma part de l'àrea metropolitana de la ciutat de Minas, amb un nucli poblacional de 100 habitants segons les dades del cens del 2004.
Es troba a 148 metres sobre el nivell del mar.